# Піменов Михайло Павлович
Миха́йло Па́влович Пі́менов (1920—2005) — радянський та український волейболіст, гравець збірної СРСР (1949—1952), дворазовий чемпіон світу, дворазовий чемпіон Європи, чемпіон СРСР (1956), заслужений майстер спорту СРСР (1951).

## Життєпис
Народився 1920 року в містечку Лисково Нижньогородської губернії. З 1944 року його життя пов'язано з Києвом та Україною, честь яких він захищав в спорті.
Виступав за команду «Спартак» (Київ); в її складі срібний (1951) та двічі бронзовий (1952 й 1953 роки) призер чемпіонатів СРСР. У складі збірної України в 1956 році став чемпіоном СРСР і Спартакіади народів СРСР.
У збірній СРСР в офіційних змаганнях виступав протягом 1949—1952 років; дворазовий чемпіон світу (1949 й 1952 роки), дворазовий чемпіон Європи (1950 й 1951-й). В 1952 році був включений до складу молодіжної збірної СРСР. На турнірі в Каунасі команда посіла третє місце, за що призерам надали звання майстрів спорту. 1956 року в складі команди УРСР виграв першу Спартакіаду народів СРСР. Керував командою тренер Олександр Дюжев. Капітаном був Михайло Піменов; Київ представляли Юрій Савченко, Валентин Салін та Іван Тищенко, Харків — Георгій Гафанович, Володимир Степанович Горбунов та Борис Ломоносов; Одесу — Марк Барський, Анатолій Закржевський, Георгій Мондзолевський, Едуард Унгурс.
В 1952—1953 роках — граючий тренер київського «Спартака», призер союзних першостей. 1955 року він першим з радянських волейбольних тренерів був запрошений працювати за кордон — в Національному інституті спорту Індії.
Є автором великої кількості друкованих праць по техніці і тактиці волейболу та 16 підручників. Активно брав участь в організації ветеранських волейбольних турнірів. 2000 року в Іспанії вийшло друком двотомне видання підручника з волейболу «за Піменовим». П'ятдесят років його професійна діяльність була пов'язана з Київським інститутом фізичної культури і спорту, де він доріс до посади завідувача кафедри та звання доцента.
Нагороджений орденом Трудового Червоного Прапора, відзначений медаллю «За трудову доблесть».